# Italo Pedroncelli
Italo Battista Pedroncelli (Madesimo, 23 novembre 1935 – Madesimo, 22 dicembre 1992) è stato uno sciatore alpino e allenatore di sci alpino italiano.

## Biografia

### Carriera sciistica
Sciatore polivalente con maggior propensione alle prove tecniche, Italo Pedroncelli debuttò in campo internazionale in occasione del trofeo 3-Tre 1955 (Canazei, 25-27 marzo), dove si classificò 18º e 16º nei due slalom giganti e 14º nella combinata, e l'anno dopo ai VII Giochi olimpici invernali di Cortina d'Ampezzo 1956 (26 gennaio-5 febbraio), suo esordio olimpico e iridato, non completò la prova di slalom speciale, l'unica gara nella quale prese il via. Nel 1960 si piazzò 2º sia nello slalom gigante sia nello slalom speciale all'Internationalen Adelbodner Skitage (Adelboden, 4-5 gennaio) e ai successivi VIII Giochi olimpici invernali di Squaw Valley 1960 (19-27 febbraio) fu 24º nella discesa libera, 19º nello slalom gigante, 11º nello slalom speciale e 8º nella combinata (disputata in sede olimpica ma valida solo ai fini dei Mondiali 1960).
Anche nel 1961 salì sul podio dell'Internationalen Adelbodner Skitage (Adelboden, 8-9 gennaio), classificandosi 3º nello slalom gigante; nel 1962 si piazzò 2º nello slalom gigante della 3-Tre (Madonna di Campiglio, 22-24 febbraio) e l'anno dopo nello stesso trofeo (Madonna di Campiglio, 1-3 febbraio) vinse lo slalom speciale. Ai IX Giochi olimpici invernali di Innsbruck 1964 (29 gennaio-9 febbraio), sua ultima presenza olimpica e iridata, fu 18º nello slalom gigante e 11º nello slalom speciale; chiuse la sua carriera agonistica internazionale al successivo trofeo Arlberg-Kandahar (Garmisch-Partenkirchen, 14-16 febbraio) e si congedò dalle competizioni ai Campionati italiani 1964, dove vinse la medaglia d'argento nello slalom gigante e nello slalom speciale.

### Carriera da allenatore
Dopo il ritiro divenne allenatore della nazionale italiana, tra l'altro seguendo atleti come Erwin Stricker e Stefano Anzi, e contribuendo ai successi della Valanga azzurra in qualità di responsabile dei materiali; morì nel 1992 nella natia Madesimo.

## Palmarès

### Classiche
3-Tre
- 1 vittoria (slalom speciale a Madonna di Campiglio 1963)

### Campionati italiani
- 8 medaglie[12]:
  - 2 argenti (slalom gigante, slalom speciale nel 1964)
  - 6 bronzi (discesa libera nel 1957; discesa libera nel 1959; slalom gigante nel 1961; slalom gigante nel 1962; slalom gigante, slalom speciale nel 1963)

## Riconoscimenti
Nel 2009 il suo paese natale intitolò a Italo Pedroncelli una pista sciistica.